# Belsőbáránd
Belsőbáránd egy Abához tartozó településrész Fejér vármegye Székesfehérvári járásában. Aba centrumától 13,5 kilométerre fekszik, észak-északnyugati irányban, Seregélyestől légvonalban 5 kilométerre. 2017-es adatok szerint Belsőbáránd lakónépessége 185 fő, a lakások száma 84.

## Közlekedés
Belsőbáránd közelében, a falurésztől néhány kilométerre nyugatra halad el a 63-as főút, így a falurész könnyen megközelíthető Székesfehérvár és Sárbogárd irányából is; belterülete azonban csak a főútból letérve, a 6214-es úton érhető el. (Ugyanezen az úton megközelíthető Belsőbáránd Seregélyes irányából is, de a két település között ez az út gyenge minőségű földútként húzódik.) Elhalad a településrész mellett a MÁV 45-ös számú Sárbogárd–Börgönd-vasútvonala is, amelynek egy megállóhelye van itt, Belsőbáránd megállóhely.

## Látnivalók
- Az Ebvár a középkorban épült.[6]
- A Bolondvár egy őskori földvár. A belsejében egy 25 méter átmérőjű körárok található, melyről eleinte azt gondolták, hogy szintén egy másik vár, de a 20. század második felében kiderült, hogy egy korabeli templom és temető árka volt.[6]
- Holcer-Jászay-Janiga-Spingler-kastély
- Bujtás-tó
- A Belsőbárándi Tátorjános Természetvédelmi Területet a Dinnyés–Kajtori-csatorna bal oldalával párhuzamosan futó völgyoldalt borító, napjainkra már csak foltszerűen fennmaradt természetes löszvegetáció mozaikok alkotják. Az itt megtalálható védett, és fokozottan védett növényfajok – borzas macskamenta (Nepeta parviflora) és a tátorján (Crambe tataria) –, illetve a hozzájuk kapcsolódó állatközösségek ritkaságnak számítanak.